# Agostinho Fortes Filho
Agostinho Fortès Filho, más conocido como Fortès (Río de Janeiro, 9 de septiembre de 1901-ibídem, 2 de mayo de 1966), fue un futbolista brasileño. Únicamente vistió la playera del Fluminense Football Club, donde marcó 15 goles en 217 juegos. Fue mediocampista, y jugó para la Selección de fútbol de Brasil en la Copa Mundial de 1930. Disputó la Copa América en 1919, 1920, 1922 y 1925, siendo campeón en 1919 y 1922, así como subcampeón en 1925 y mejor jugador del torneo en 1922. Murió en mayo de 1966.

## Clubes como jugador
- Fluminense Football Club (1917-1930)

## Palmarés
- Copa América: 1919 y 1922.

## Individual
- Mejor jugador del campeonato sudamericano de 1922.